# Тојгн
Тојгн (њем. Teugn) општина је у њемачкој савезној држави Баварска. Једно је од 24 општинска средишта округа Келхајм. Према процјени из 2010. у општини је живјело 1.588 становника. Посједује регионалну шифру (AGS) 9273175.

## Географски и демографски подаци
Тојгн се налази у савезној држави Баварска у округу Келхајм. Општина се налази на надморској висини од 361–452 метра. Површина општине износи 17,1 km². У самом мјесту је, према процјени из 2010. године, живјело 1.588 становника. Просјечна густина становништва износи 93 становника/km².